# Edmond Mouche
Edmond Mouche (ur. 6 września 1899 roku, zm. 12 maja 1989 roku) – francuski kierowca wyścigowy.

## Kariera
W wyścigach samochodowych Mouche startował głównie w wyścigach zaliczanych do klasyfikacji Mistrzostw Świata Samochodów Sportowych. W latach 1949-1954 Francuz pojawiał się w stawce 24-godzinnego wyścigu Le Mans. W pierwszym sezonie startów uplasował się na czwartej pozycji w klasie 3.0, a w klasyfikacji generalnej był 21. Dwa lata później odniósł zwycięstwo w klasie S 1.1. Sukces ten powtórzył także w sezonie 1952.